# Stegana coleoptrata

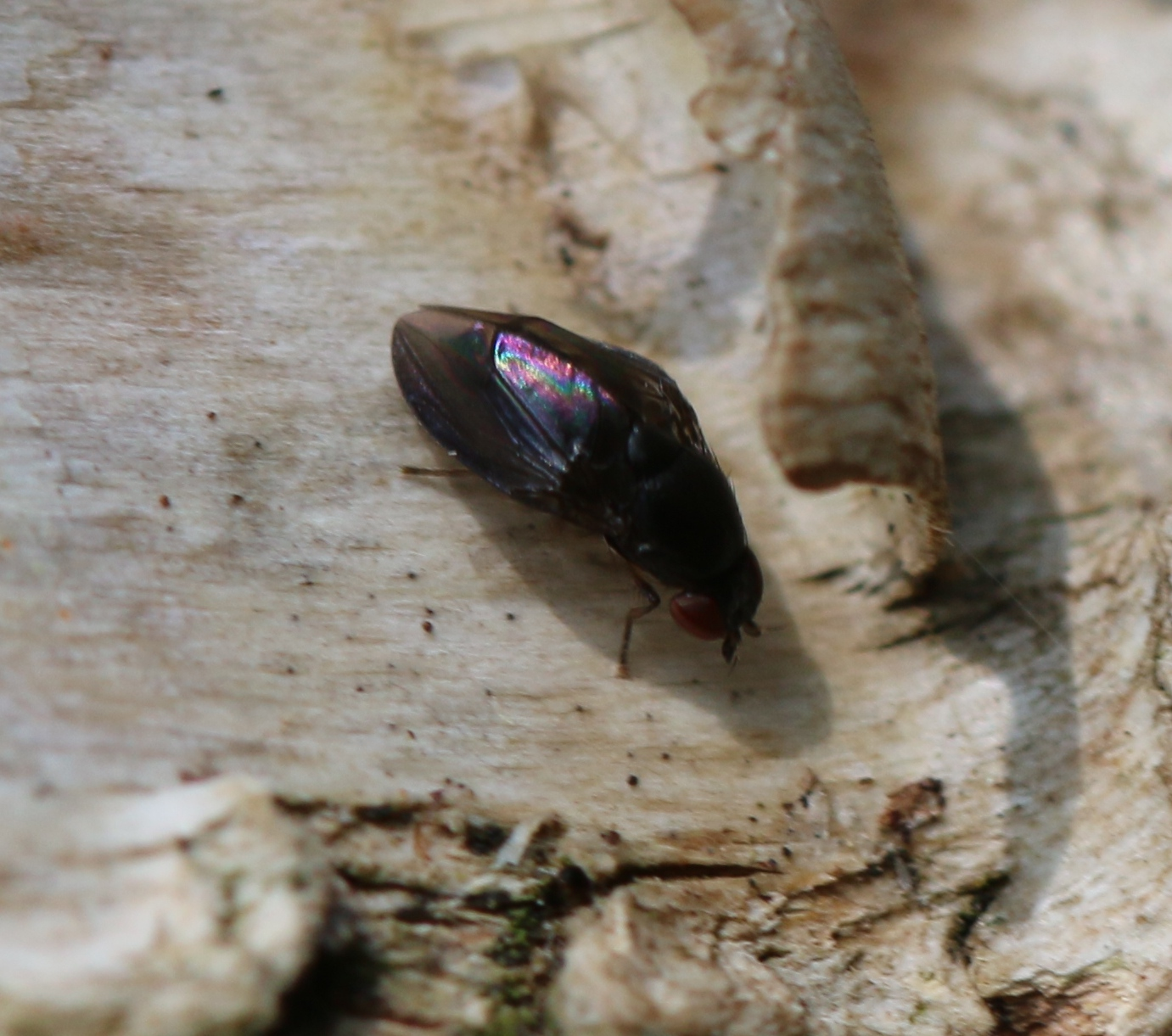
Stegana coleoptrata

Stegana coleoptrata is een vliegensoort uit de familie van de fruitvliegen (Drosophilidae). De wetenschappelijke naam van de soort is voor het eerst geldig gepubliceerd in 1763 door Scopoli.